# Emilio Abascal y Salmerón
Emilio Abascal y Salmerón (nacido en Córdoba, México en 1904 y fallecido en la ciudad de Xalapa en 1979) fue el II Arzobispo de la Arquidiócesis de Xalapa, Veracruz de 1968 a 1979.